# جولین ایلش
جولین ایلش (انگلیسی: Julien Ielsch؛ زادهٔ ۵ مارس ۱۹۸۳) بازیکن فوتبال اهل فرانسه است.
از باشگاه‌هایی که در آن بازی کرده‌است می‌توان به باشگاه فوتبال سوشو، باشگاه ورزشی آمیان، باشگاه فوتبال ستاره سرخ، و باشگاه فوتبال استاد رنس اشاره کرد.